# Jean-Pierre Marchand
Pour les articles homonymes, voir Marchand et Jean-Pierre Marchand (homonymie).
Jean-Pierre Marchand, né le 20 mars 1924 à Paris et mort le 4 novembre 2018,, est un réalisateur et scénariste français.

## Biographie

### Carrière
Jean-Pierre Marchand a été assistant notamment d’Yves Allégret, Henri-Georges Clouzot, Louis Daquin, Gérard Philipe et Joris Ivens. Il commence comme réalisateur à la télévision par une série de documentaires sur l'indépendance des colonies françaises en Afrique en 1960.
Il réalise des œuvres de fictions en vidéo et en direct pour En votre âme et conscience, La caméra explore le temps, Les Cinq Dernières Minutes, ainsi que des reportages pour Cinq colonnes à la une, Les femmes aussi, Eurêka, et des émissions de variétés pour Dim Dam Dom, Discorama, Sachashow...
Dans les années 1960, il entre à la RTF (future ORTF) où il réalise des directs avant de passer à la réalisation de films et de séries télévisées. Il collabore avec Jean Cosmos.
Il fonde le Syndicat français des réalisateurs CGT, dont il a été le secrétaire général. Sa carrière à la télévision est fortement ralentie lors des privatisations de 1987 lorsqu'il refuse les coupures publicitaires et l'affichage de logos sur ses réalisations, TF1 abandonnant alors ses projets avec lui.
Il joue comme acteur dans Les Cendres du paradis de Dominique Crèvecœur au côté d'Emmanuelle Devos et Valeria Bruni Tedeschi.

### Distinctions
- 1975 : Prix de la critique de la télévision
- 1975 : Prix Télévision de la Société des auteurs et compositeurs
- 1980 : Prix du film de grand reportage pour Yanomami
- 1985 : 2 nominations aux Sept d'or pour La Dictée
- 1987 : 3 nominations aux Sept d'or pour Le Parfait Amour
- 1987 : Prix Albert Ollivier pour Le Parfait Amour
- 1989 : 2 nominations aux Sept d'or pour La Vallée des espoirs
- 2004 : Prix d'honneur de la Société des auteurs et compositeurs dramatiques

## Filmographie

### Réalisations pour la télévision
- 1961 : Le Théâtre de la jeunesse : Gaspard ou le petit tambour de la neige de Claude Santelli
- 1961 : En votre âme et conscience, épisode : L'Affaire Courtois
- 1961 : Le Jubilée
- 1962 : Les Trois Chapeaux claques
- 1962 : On va faire la cocote
- 1963 : La Belle marinière
- 1963 : La caméra explore le temps, La conspiration du général Malet
- 1963 : Les Cinq Dernières Minutes, épisode Une affaire de famille (no 29)
- 1964 : Mademoiselle de Jacques Deval, Comédie-Française
- 1965 : Le Faiseur
- 1966 : Derrière l'horizon
- 1966 : Le Père Noël s'est évadé, coréalisation : Jean L'Hôte
- 1966 : Les Cinq Dernières Minutes, épisode La Rose de fer
- 1967 : Julie de Chaverny ou la Double Méprise
- 1969 : Un homme, un cheval
- 1971 : Yvette, d'après Guy de Maupassant
- 1972 : La Tête à l'envers
- 1972 : M. de Maupassant ou le procès d'un valet de chambre
- 1973 : Le Lever du rideau, d'après le roman de Vladimir Pozner
- 1974 : Vani la merveille
- 1975 : L'Ingénu d'après le conte philosophique de Voltaire
- 1976 : Don César de Bazan, d'après la pièce de Dumanoir et d’Adolphe d'Ennery
- 1977 : La Maison des autres, adaptation du roman éponyme de Bernard Clavel
- 1979 : Un fils pour l'automne
- 1980 : L'Ami dans le miroir, adaptation d'un roman d’André Stil
- 1981 : Mon meilleur Noël, épisode Rien qu'une petite fille
- 1982 : Bonnes Gens, adaptation d'un roman de Louis Costel
- 1983 : Les Cinq Dernières Minutes, épisode Appelez-moi Boggy
- 1985 : La Dictée, mini série
- 1986 : Le Parfait Amour
- 1989 : La Vallée des espoirs, mini série
- 1990 : Les Cinq Dernières Minutes, épisode Chiens de sang
- 1992 : V comme vengeance, épisode Suite en noir

### Scénarios
- 1973 : Le Lever du rideau
- 1979 : Un fils pour l'automne
- 1980 : L'Ami dans le miroir
- 1982 : Bonnes Gens
- 1981 : Mon meilleur Noël, épisode Rien qu'une petite fille
- 1992 : V comme vengeance, épisode, Suite en noir
- 1993 : Pétain, film réalisé par Jean Marbœuf, coscénariste avec Jean Marbœuf, Marc Ferro et Alain Riou

### Documentaire
Pour la télévision
- 1960 : Afrique 60
- 1964 : Béjart, un hymne à la joie
- 1964 : Baalbeck
- 1966 : Un chalet en Suisse en Éthiopie
- 1967 : L'Affaire Seznec
- 1967 : Poulidor, l'ascension du Tourmalet
- 1968 : Le Paradoxe olympique, l'amateurisme en sport
- 1968 : Prague, après l'invasion
- 1969 : Algériens en France, les immigrés
- 1969 : Colonels, AN IV, la Grèce des colonels
- 1969 : Yanomami, étude anthropologique sur une tribu indienne d'Amazonie au Venezuela
- 1969 : Femme blanche, femme noire, au Kenya
- 1970 : Madame la présidente et les filles du désert
- 1971 : Les Nouveaux temps modernes, l'automation
- 1973 : Du côté de chez Maeght, Miro, Chillida, Steinberg, Tapiès...
- 1974 : Des femmes et des nanas, Togo

### Assistant réalisateur
- 1956 : Les Aventures de Till l'Espiègle de Gérard Philipe et Joris Ivens